# Рюмиха
Рюмиха — упразднённая деревня в Сорокинском районе Тюменской области России. Входила в состав Знаменщиковского сельского поселения. Упразднена в 2015 году.

## География
Располагалась вблизи северо-восточной окраины болота Семеновское, в 7 км. (по прямой) к северо-западу от центра сельского поселения села Знаменщиково.

## История
До 1917 года входила в состав Челноковской волости Ишимского уезда Тюменской губернии. По данным на 1926 год состояла из 72 хозяйств. В административном отношении входил в состав Знаменщиковского сельсовета Викуловского района Ишимского округа Уральской области.

## Население
| 1989 | 2002 | 2010 |
| ---- | ---- | ---- |
| 18   | ↘1   | →1   |

По данным переписи 1926 года в деревне проживало 357 человек (176 мужчин и 181 женщина), в том числе: украинцы составляли 42 % населения, чуваши — 41 %.
Согласно результатам переписи 2002 года, в национальной структуре населения чуваши составляли 100 % из 1 чел.